# Марія де Бурбон
Марія де Бурбон (фр. Marie de Bourbon; бл. 1315 — 1387) — володарка Ахейського князівства в 1364—1370 роках.

## Життєпис
Походила з роду Бурбонів. Донька Людовика I, герцога Бурбона, та Марі д'Авен. народилася близько 1315 року. 20 грудня 1328 року відбулося її весілля за дорученням з кіпрським конетаблем Гі де Лузіньяном. У червні 1329 року Марія прибула на Кіпр і 31 січня 1330 року в Нікосії Марія і Гі одружилися особисто. У 1343 році чоловік Марії помер, але до 1346 року її було заборонено залишати Кіпр.
У 1346 році Марія з сином вирушили у вигнання, і в 1347 осіли в Неаполі при дворі королеви Джованни I. 9 вересня 1347 року Марія вийшла заміж за Роберта, князя Тарентского й Ахейского. того ж року внаслідок поразки у війні з Людовиком I, королем Угорщини, чоловік Марії потрапив у полон. Протягом 4 років з вірними шляхтичами домагалася повернення чоловіка, що сталося 1352 року.
Протягом 1353—1354 років чоловік Марії захопив Іонічні острови, передавши у власність дружини Корфу, Кефалонію і замок Каламата на Пелопоннесі. У 1359 році Марія також отримала баронства Востіца і Нівелец. До 1364 року вона вже мала 16 замків в Ахейському князівстві
1359 року після смерті Гуго IV, короля Кіпру, підтримала претензії свого сина Гуго на трон. Втім домогтися бажаного не вдалося. За компромісом новий король П'єтро I призначив синові Марії щорічну пенсію розміром в 50 тисяч золотих.
1364 року помер чоловік Марії. Усі володіння його повинен був спадкувати брат Філіп. Проте Марія оскаржила це спадкування, фактично встановивши владу в Ахейї. Претендентом на Ахейське князівство вона запропонувала свого сина, який в 1365 році отримав від кіпрського короля титул князя Галілеї. У 1366 році Гуго з 12 тис. солдатів спробував повністю підкорити Ахейю.
1369 року після загибелі П'єтро I син Марії вирішив знову спробувати захопити Кіпр. Тому Марія де Бурбона залишилася самостійно діяти на Пелопоннесі. Вона воювала до 1370 року. Зрештою погодилася продати продала свої права Філіпу II за 6 тис. золотих, а баронства Востіца і Нівелец були продані нею Неріо Аччайолі, собі ж вона залишила лише Каламату.
Перебирається до Неаполю, де відігравала певну політичну роль при королівському дворі. 1385 року помер її син Гуго. Сама Марія померла 1387 року в Неаполі. Поховано в церкві Санта-К'яра. Усе її майно спадкував небіж Людовик II, герцог Бурбон.